# Geoffrey Jackson
Geoffrey Jackson (4 marzo 1915 – 1º ottobre 1987) è stato un diplomatico e scrittore britannico.

## Biografia
Geoffrey Jackson studiò presso la Bolton School e all'Emmanuel College, presso l'Università di Cambridge. Entrò al Foreign Service nel 1937 e ricevette incarichi a Beirut, il Cairo, Baghdad, Bassora, Bogotà e Berna, prima di essere nominato ministro in Honduras nel 1956, e, l'anno successivo venne nominato ambasciatore. Ricoprì la carica di Console generale a Seattle negli Stati Uniti nordoccidentali dal 1960 al 1964 e ministro commerciale a Toronto dal 1965 al 1969. Nello stesso anno divenne ambasciatore in Uruguay.
Jackson venne rapito dai guerriglieri Tupamaros l'8 gennaio 1971 a Montevideo, venendo rilasciato, il 9 settembre dello stesso anno, dopo otto mesi di prigionia. In tempi successivi è emerso che il Primo ministro britannico Edward Heath negoziò, con la mediazione di Salvador Allende, la sua liberazione, attraverso un riscatto di 42.000 sterline.
Si ritirò dalla vita diplomatica alla fine del 1972 con il grado onorario di vice Sottosegretario di Stato presso il Ministero degli esteri, dopo aver servito per 35 anni nel Foreign Office, di cui 31 all'estero.
Ha collaborato dal 1976 al 1980 con la BBC ed è stato Presidente di un gruppo di consulenza della BBC advisory group sugli effetti sociali della televisione.